# Partagal
Partagal (persiska: پَلَنگَر, پَرَنگَل, پر تگل) är en ort i Iran.   Den ligger i provinsen Golestan, i den norra delen av landet, 400 km öster om huvudstaden Teheran. Partagal ligger 605 meter över havet och antalet invånare är 677.
Terrängen runt Partagal är huvudsakligen kuperad, men åt nordost är den bergig.Runt Partagal är det ganska glesbefolkat, med 48 invånare per kvadratkilometer. Närmaste större samhälle är Gālīkesh, 9,7 km nordväst om Partagal. I omgivningarna runt Partagal växer i huvudsak blandskog.